# Diamniadio
Diamniadio è una cittadina del Senegal occidentale situata nella regione di Dakar. Ha una popolazione 23.547 abitanti (censimento 2013) ed è uno degli arrondissement (comune) del dipartimento di Rufisque.

## Storia
È stata dichiarato comune autonomo nel 2002.
Diamniadio fa parte del programma di sviluppo collettivo del governo del Senegal elaborato durante la presidenza di Macky Sall per rilanciare l'economia senegalese. La costruzione della nuova città è stata avviata nel 2015 con l'obbiettivo alleggerire la pressione demografica su Dakar e di decongestionare dal traffico il centro della capitale. Si prevede che vi abiteranno 350.000 persone entro il 2030-2040 su una superficie di 1.644 ettari.
La cittadina è diventata sede di un gran numero di ministeri (Agricoltura, Allevamento, Pesca, Trasporti, Miniere, Industria, Educazione nazionale), localizzati in particolare nel primo arrondissement. In questo arrondissement si trovano anche il Centro internazionale di conferenze Abdou-Diouf (Cicad), che ha ospitato il 15° vertice della Francofonia nel novembre 2014, e l'hotel Radisson, inaugurato nel dicembre 2017.
La città ospiterà anche in un unico edificio le 34 agenzie delle Nazioni Unite precedentemente sparse per Dakar.

## Infrastrutture e trasporti

### Strade
La cittadina si trova lungo il percorso della Strada nazionale 1 (RN1) ed è punto di inizio della Strada nazionale 2 che ha origine dalla RN1. Oltre alle due strade statali Diamniadio è anche raggiungibile dagli svincoli 11 e 12 dell'autostrada A1 per Dakar e M'bour. 

### Ferrovie
Diamniadio è servita dal TER Dakar-AIBD, un linea ferroviaria suburbana che collega Dakar con l'aeroporto internazionale Blaise Diagne.

## Sport
Diamniadio ospita lo Stadio Abdoulaye Wade, normalmente sede delle partite della nazionale di calcio. Nel 2018 è stato inaugurata la Dakar Arena, una palazzetto dello sport con una capienza di 15.000 spettatori.